# Christine Wenzel
Christine Wenzel, nata Brinker (Ibbenbüren, 10 luglio 1981), è una tiratrice a volo tedesca.

## Palmarès

### Olimpiadi
- 1 medaglia:
  - 1 bronzo (Pechino 2008 nello skeet)